# Antebuka Village
Antebuka Village är en ort i Kiribati.   Den ligger i örådet Tarawa och ögruppen Gilbertöarna, i den sydöstra delen av landet, 6 km öster om huvudstaden Tarawa. Antebuka Village ligger 12 meter över havet och antalet invånare är 390.
Terrängen runt Antebuka Village är mycket platt.  Närmaste större samhälle är Tarawa, 5,7 km väster om Antebuka Village. 